# Station de Ski Serra da Estrela
La Station de Ski Serra da Estrela est une station de ski localisée au Portugal dans le district de Guarda, plus précisément dans la Serra da Estrela.

## Description
Cette station de ski dispose de 9 pistes, avec un total de 6,1 km, considérées comme bonnes pour les skieurs débutants, mais il existe également des pistes pour les skieurs plus avancés. Son altitude minimale est de 1 854 mètres d'altitude et la maximale est de 1 984 m.
Le complexe appartient au voyagiste Turistrela Hotels & Experiences. Actuellement, le groupe est propriétaire exclusif de l'exploitation touristique au-dessus de 800 mètres d'altitude, à Serra da Estrela.
Le groupe Vodafone a parrainé le complexe pendant quelques années pour développer la station et agrandir le domaine skiable. La création d'un snowpark est l'une des améliorations apportées par ce partenariat.

## Services
La Station de ski Serra da Estrela dispose d'une école de ski et de snowboard, d'un service de location de matériel, d'un centre médical et d'une cafétéria avec terrasse à côté des pistes. Le stationnement sur place est gratuit.

## Galerie

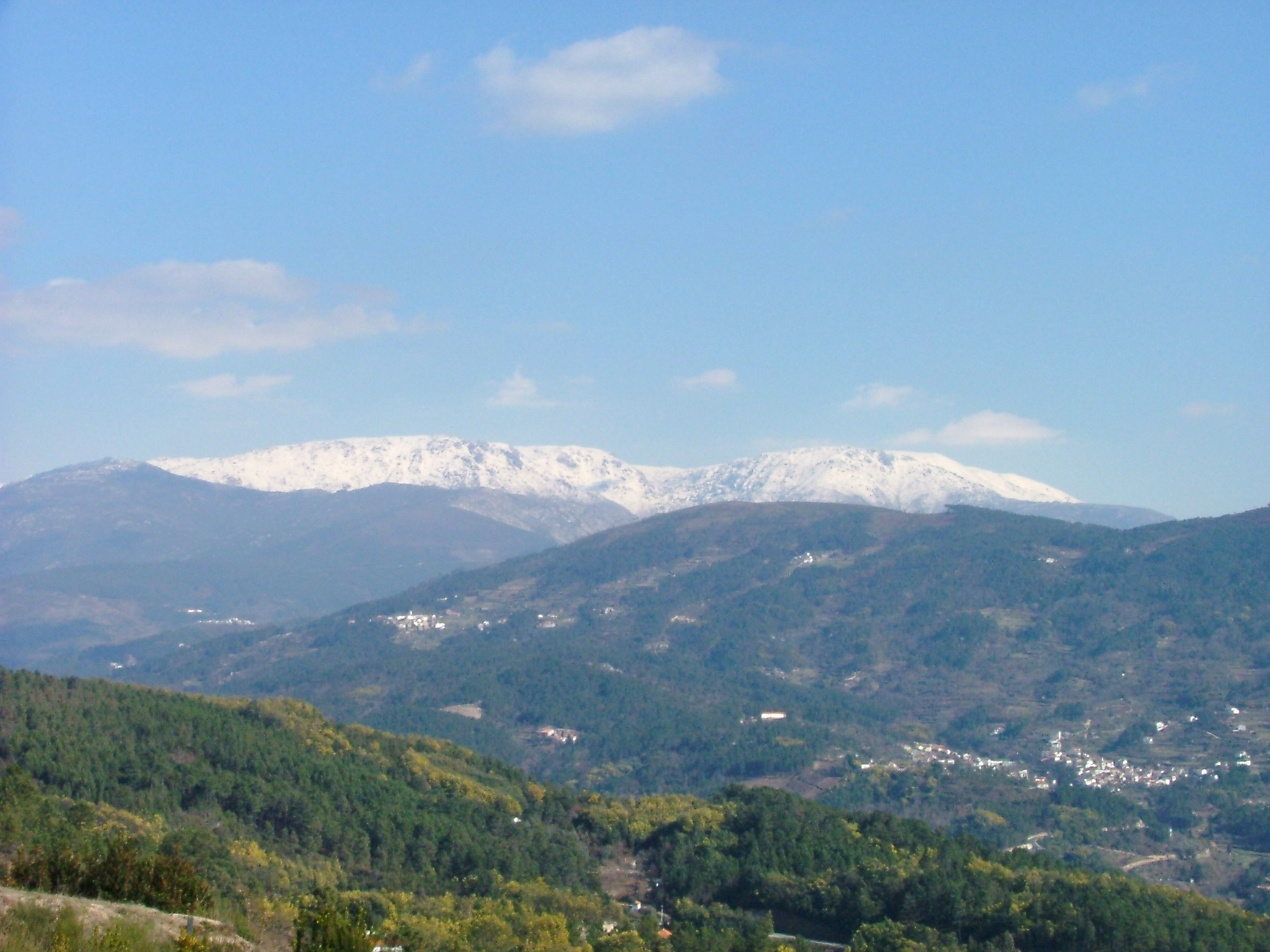
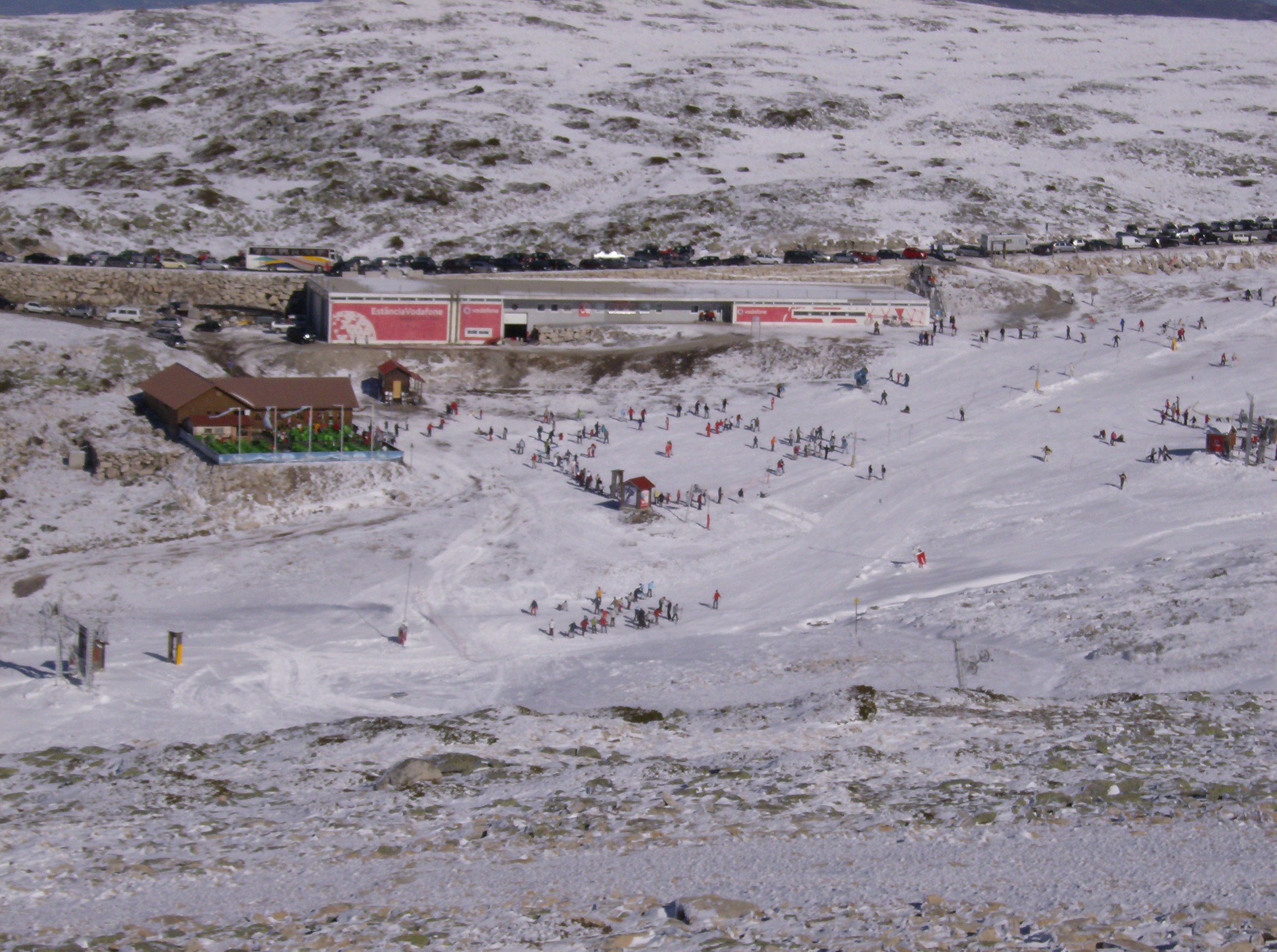
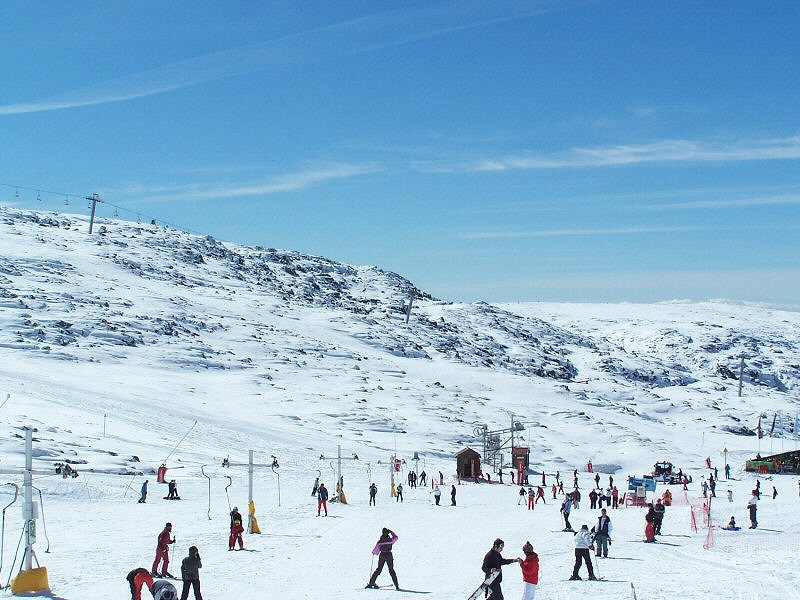
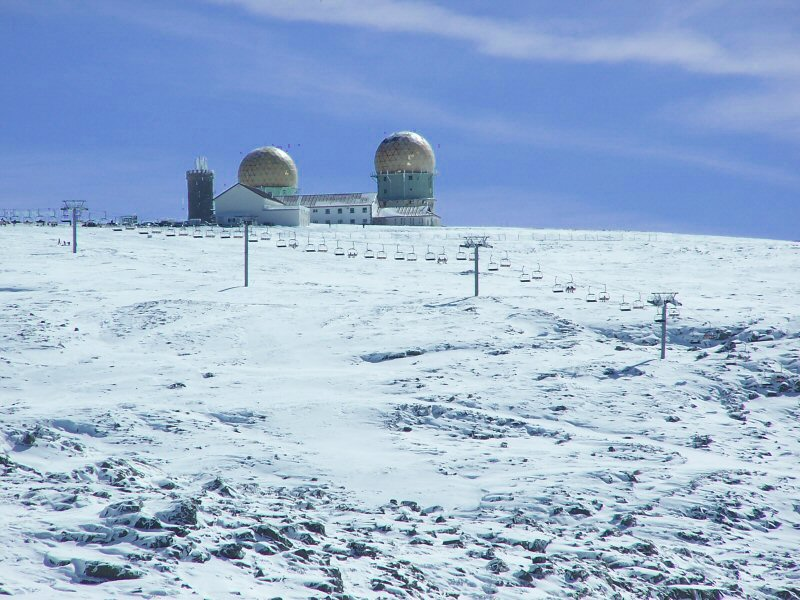
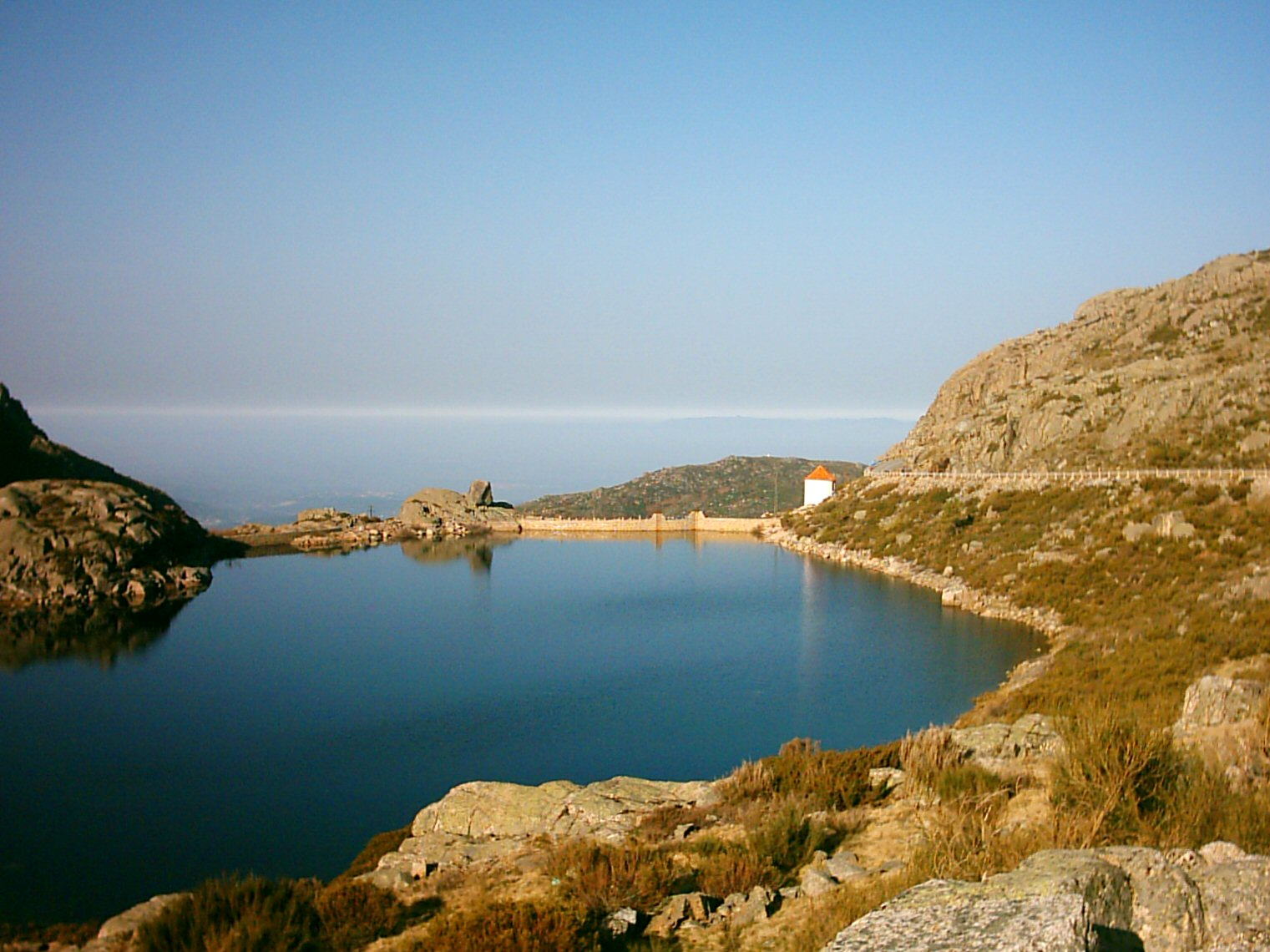
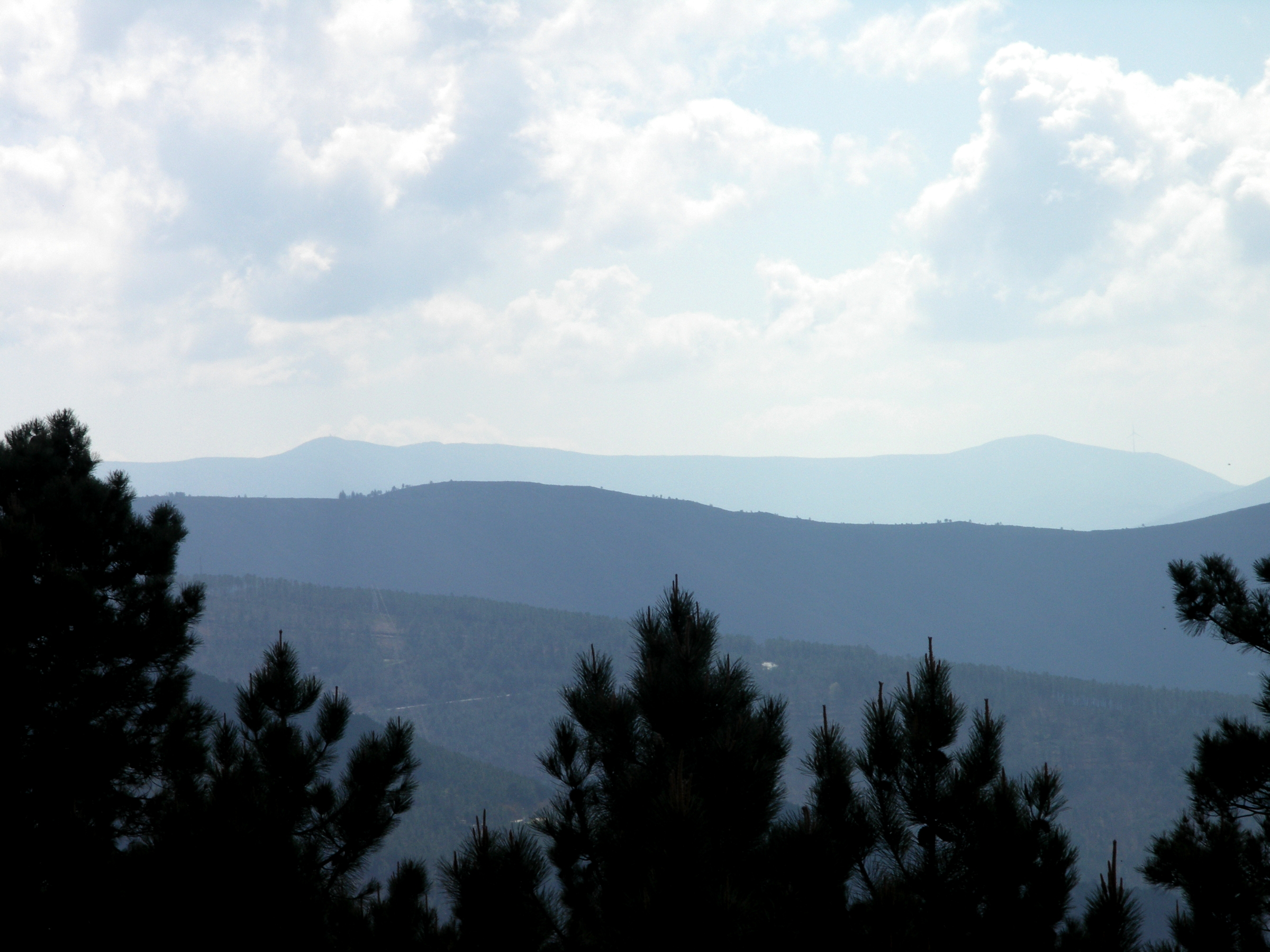